# Bagua (ville)
Pour les articles homonymes, voir Bagua.
Bagua est une ville de la jungle septentrionale du Pérou, chef-lieu du district de Bagua et capitale de la province du même nom, dans le département d'Amazonas. 
La ville a été fondée sous le nom de San Pedro de Bagua Chico en 1561.
Elle était autrefois connue sous le nom de Bagua Chica pour la différencier de Bagua Grande dans la province d'Utcubamba, mais le terme était considéré comme péjoratif par les habitants de cette ville, qui ont improvisé le terme de Bagua-Capital.

## Histoire

### Étymologie
Afin de trouver la racine étymologique du mot Bagua, les Espagnols ont jugé nécessaire de proposer leurs propres explications sans pour autant employer les méthodes et techniques utilisées par la science toponymique. 
Ainsi, certains prétendaient que Bagua viendrait d'un indigène Querandí nommé Bagual. D'autres ont soutenu que Bagua est ainsi nommé parce que les plantes guaba poussent en abondance dans cette plaine. Certains supposent que Bagua aurait une origine dans la langue castillane (une vallée entourée d'eau) mais dans la documentation du XVe siècle, l'origine indigène du mot est attestée. D'autres affirment que Bagua viendrait du mot aguaruna wawa, mais à leur arrivée les Espagnols n'ont rencontré aucune entité Aguaruna.
Le chercheur Elvis Chugna a réalisé une étude historique et linguistique. Il a proposé que le mot soit d'une langue ancienne appelée la langue Bagua et il ajoute : « Lorsque les Espagnols arrivèrent dans la vallée actuelle du bas Utcubamba, ils demandèrent aux indigènes leur nom, ceux de la vallée et du fleuve. Les aborigènes auraient répondu qu'ils étaient les Bagua, que la plaine s'appelait la vallée de la Bagua et que le nom du ruisseau sinueux était la rivière Bagua ».

### Préhistoire
Dans une enquête menée en 1997, Luis Ríos Garabito propose une séquence du processus historique de Bagua qui commence avec l'arrivée des premiers hommes sur ces terres.
Grâce aux découvertes archéologiques, on sait que l'occupation humaine de Bagua est très ancienne, les premiers humains chasseurs-cueilleurs y seraient arrivés au cours de la période lithique, soit entre  20000 av. J.-C. et 6000 av. J.-C.
Avec l'expérience accumulée et les changements climatiques et fauniques, ces groupes humains sont devenus des chasseurs avancés et alors les groupes sociaux s'organisent en hordes. D'après Jaime Miasta Gutiérrez, les peintures rupestres trouvées dans les provinces de Bagua, Utcubamba et Luya correspondent à cette période et sont a rapprocher des peintures trouvées à Lauricocha et Toquepala estimées appartenir au Paléolithique supérieur. 
Au cours de la période qui suit 6000 av. J.-C. à 2000 av. J.-C. (nommée Archaïque) et qui correspond à la révolution agricole ou néolithique au Pérou, des groupes humains se sont déplacés de la jungle vers les vallées et les parties hautes de la province. Ces groupes apportent avec eux la domestication du manioc et de la patate douce, du maïs, du piment, du coton et de nombreux arbres fruitiers. 
Après l'Archaïque, on entre dans le Formatif ou Premier Horizon (2000 av. J.-C. à 100 apr. J.-C.) à Bagua. Cette période - en raison des interrelations culturelles avec différentes zones et en particulier avec Pacopampa, un centre pré-Chavín - a donné naissance à ce que l'on a appelé "la culture Bagua". Celle-ci s'est matérialisée dans la poterie trouvée à Bagua lors des investigations de l'archéologue Ruth Shady Solís, avec des poteries similaires à celles de Pacopampa et Chavín de Huántar (Shady : 1976).
Après cette période, comme l'affirme l'anthropologue allemand Peter Lerche, « (...) les résultats des recherches archéologiques de Shady (1976) montrent qu'il existe un espace temporaire de pratiquement 2 000 ans » pour lequel on sait peu de chose du passé préhispanique de Bagua.
Pendant l'Intermédiaire Tardif (900 apr. J.-C. à 1400 apr. J.-C.), vingt-deux ethnies aux caractéristiques similaires, peuplaient les rives du Chuquimayo (Chinchipe), du Marañón (Jatunmayo), des ríos Chamaya, Tabaconas, Chirinos et la partie inférieure jusqu'à l'embouchure de l'Utcubamba.
L'économie de ces ethnies reposait sur une agriculture rudimentaire, la chasse, la pêche et la cueillette. Ils étaient organisés en petits groupes sociaux de quelques dizaines d'individus et vivaient dans des huttes rustiques. Politiquement ces ethnies ne constituaient pas des États, chaque groupe social avait son chef qui n'avait pas de supérieur, leur système était alors celui de la « behetria » ou ayllu libre. Elles parlaient une langue patagonienne, ayant une affiliation possible avec les Caraïbes et les Chachapoyas. Une partie de l'actuelle province de Bagua (District d'Imaza) était habitée par les Jívaros, qui comprenaient les groupes Aguaruna et Huambisa.
A la fin de cette période (Intermédiaire tardif), les Chachapoyas occupent la zone sud de l'actuelle province de Bagua, constituant ainsi la limite nord de l'expansion culturelle Chachapoya.

### Période inca
Pendant le Tahuantinsuyo, les Incas sous le commandement de Tupac Yupanqui ont conquis les Chachapoyas mais n'ont pas occupé Bagua, du moins pas de manière stable, comme l'atteste le manque de constructions incas dans la région. La résistance des indigènes non habitués à être dominés ou à payer tribut, ainsi que la sauvagerie de la jungle ont empêché l'occupation effective. De nombreux Chachapoyas ont migré vers Bagua fuyant la conquête inca. Dans toute cette zone, les Incas n'ont pu établir des huamanis (provinces incas) qu'à Tabaconas, Huambos et Chachapoyas.

### Séisme de 2005
Le tremblement de terre du nord du Pérou en 2005 s'est produit le 25 septembre à 20 h 56 heure locale (1 h 56 UTC) avec une magnitude de 7,5 et a entraîné la mort d'au moins cinq personnes.
L'épicentre était situé à environ 100 km au nord-est de Moyobamba une ville de la jungle dans le département de San Martín dans une zone à plus de 200 km à l'est de Bagua. Avec son hypocentre situé à environ 115 km sous la surface, le séisme s'est étendu sous les Andes et a été ressenti dans une vaste zone, y compris les régions côtières péruviennes et aussi loin que Bogota, en Colombie, ainsi que la majeure partie de l'Équateur et l'ouest du Brésil.
Dans le département d'Amazons il n'y a pas eu de victime, mais des bâtiments endommagés et des pannes de courant à Chachapoyas et à Bagua

### Crise de 2009
La crise politique péruvienne de 2009 a résulté de l'opposition continue au développement du pétrole en Amazonie péruvienne par les Amérindiens locaux. À l'avant-garde du mouvement de résistance au développement se trouvait l'Asociación Interétnica de Desarrollo de la Selva (AIDESEP), une coalition d'organisations communautaires autochtones de la région. 
Le 5 juin 2009, des affrontements ont eu lieu entre les forces de sécurité et des autochtones sur la route de la jungle à « Devil's Curve » près de Bagua, alors que les forces de sécurité tentaient de briser un barrage routier,occupé par 5 000 manifestants. 
L'intervention militaire, appelée le Baguazo, a entraîné deux jours d'affrontements sanglants qui ont fait 23 victimes parmi les membres des tribus indigènes et 9 parmi les forces de police,. Les tribus ont accusé la police d'utiliser des hélicoptères pour tirer sur ceux qui manifestaient pacifiquement en contrebas. Alberto Pizango, un leader indigène, a déclaré aux journalistes que le gouvernement était responsable du massacre,, alors que la police a déclaré que les indigènes leur avaient d'abord tiré dessus. Le président Alan García a déclaré que les tribus étaient « tombées à un niveau criminel »
Ce conflit a été décrit comme la pire violence politique au Pérou depuis des années et a constitué la pire crise de la présidence d'Alan García. Le Premier ministre Yehude Simon a été contraint de démissionner de son poste dans la foulée et le Congrès a abrogé les lois qui avaient conduit à ces manifestations.

## Géographie
La ville est située sur une plate-forme naturelle sur la rive droite de la rivière Utcubamba à 400 m d'altitude.
Près de Bagua, entre l'autoroute Fernando Belaunde Terry et en direction de Bagua, il y a une zone de broussailles dans l'écorégion de la forêt sèche de Marañon qui est l'habitat du pigeon du Pérou (Patagioenas oenops) et du Synallaxe du Maranon un oiseau du genre Synallaxis.

## Climat
Dans la ville de Bagua la température est élevée, avec une moyenne de 30–32 °C, un minimum de 18 °C et un maximum de 40–43 °C ; Ces conditions torrides sont dues au fait que la vallée se trouve dans l'écorégion de la forêt sèche équatoriale connue sous le nom de yunga.
Les précipitations sont de 600–800 mm par an et sont souvent violentes. Dans la région les pluies surviennent pendant la première moitié de l'année, parfois les canaux d'irrigation qui entourent la ville débordent et pénètrent dans les maisons. Des averses se conjuguent aux coups de vent et ces phénomènes cycliques détruisent les arbres, renversant les câbles électriques et arrachant les toits.

## Éducation
La ville dispose de 2 établissement d'enseignement supérieur, annexes de l'Universidad Nacional Toribio Rodríguez de Mendoza et de l'Universidad Nacional Intercultural Fabiola Salazar Leguía.